# Каикоура (аэропорт)

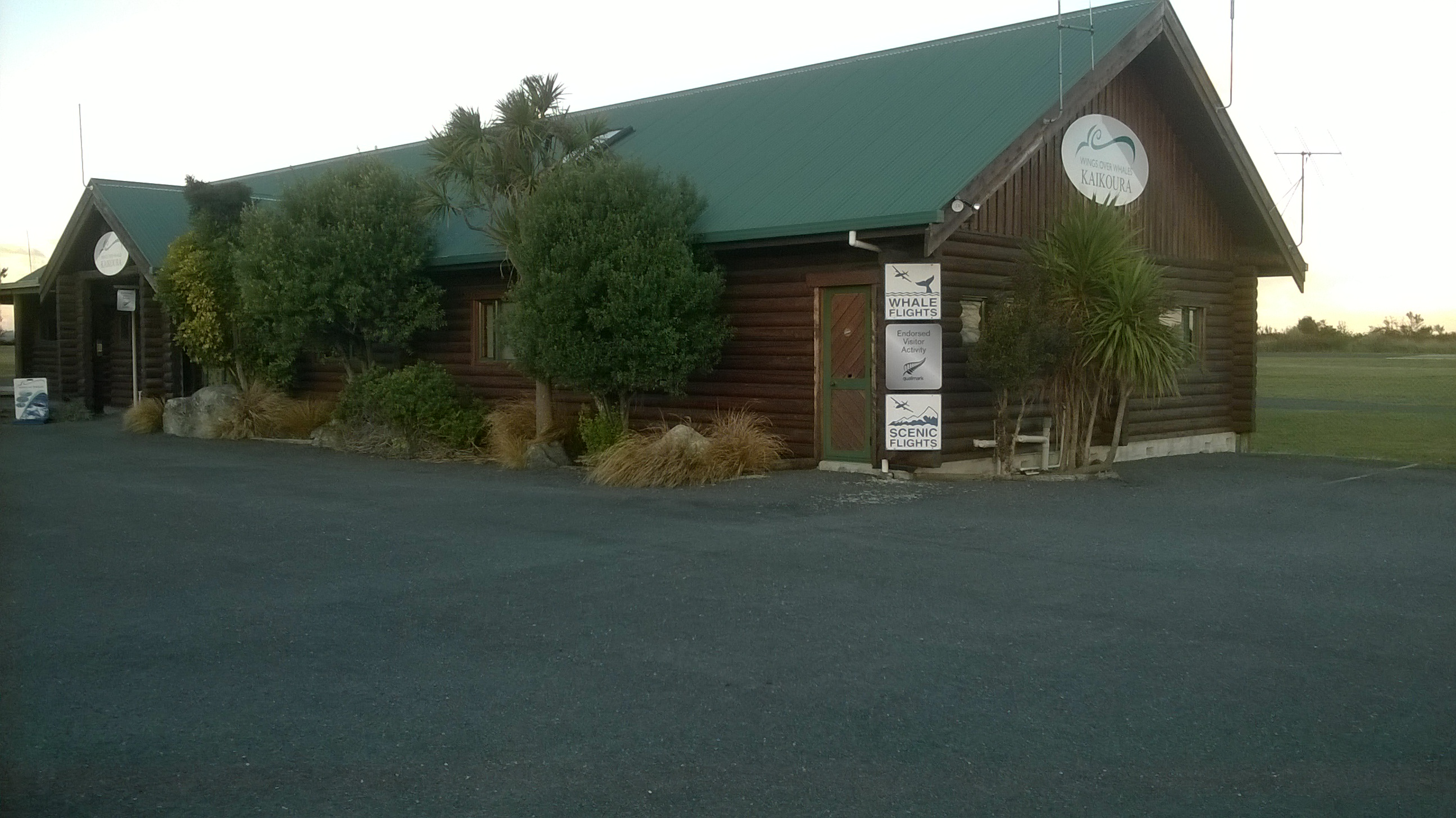
Бревенчатое здание аэропорта Кайкоура в 2016 году

Аэропо́рт Каикоу́ра (англ. Kaikoura Airport) (ИАТА: KBZ, ИКАО: NZKI) — неконтролируемый аэродром, расположенный в 7,4 км к юго-западу от Каикоуры, в посёлке Пекета (англ. Peketa), на Южном острове Новой Зеландии.

## История
Аэропорт был открыт в 1964 году. Он был построен сотрудниками окружного совета Каикоуры за 4000 новозеландских фунтов. Аэродром первоначально имел взлётно-посадочную полосу длиной 575 метров (1886 футов). В 1983 году был образован Аэроклуб Каикоура. В конце 1995 года взлётно-посадочная полоса была асфальтирована для увеличения интенсивности движения и защиты от повреждений, наносимых кроликами.
В 1990—1991 годах компания Air Charter Limited выполняла регулярные рейсы в Крайстчерч на самолётах Cessna 210. 19 июля 2004 года компания Sounds Air начала два раза в день выполнять рейсы из Веллингтона на своём самолете Airvan. Рейсы были отменены в мае 2009 года, так как не имели коммерческого успеха.
21 ноября 2016 года Sounds Air открыла временное ежедневное воздушное сообщение по будням из Каикоуры в Бленем и Крайстчерч после того, как в результате землетрясения в Кайкоуре в ноябре 2016 года основные транспортные связи с городом были разрушены. Обслуживание планировалось как минимум на три недели, с использованием служебного самолёта компании, Cessna 208. Оно было продлено до конца декабря 2017 года.
Компания Wings Over Whales, оператор туристических полётов, базирующаяся в Каикоуре, предлагает услуги по наблюдению за китами и другие чартерные рейсы.

## Оперативная информация
- Высота аэродрома: 19 футов (6 м) над уровнем моря
- ВПП 05/23: 700x10 метров битум PCN 18
- ВПП 05/23: 615x25 метров трава ESWL 1090

Аэродром находится в ведении окружного совета Каикоуры и доступен для общего пользования без разрешения эксплуатанта.